# Săcăleni, Neamț
Săcăleni este un sat în comuna Poienari din județul Neamț, Moldova, România. Acesta este un sat mic cu o populație în jur de 400 de locuitori. Săcăleni este la 20 km de Roman, fiind un sat aproape izolat, fără mijloace de transport în comun.

## Amplasare
La Săcăleni se poate ajunge plecând din Roman spre est, pe drumul național DN15D spre Poienari, Negrești, Vaslui. La circa 13 km de Roman, în pădurea Dealul Mărului, din drumul național se desprinde un drum forestier pietruit, cunoscut ca Drumul Cireșului (pietruit, dar care iarna este dificil de parcurs) care duce în sat după 7 km (în mare parte prin pădure și pe creasta dealului). La cca 500 m după intrarea pe Drumul Ciresului, in anul 1950, 11 tarani au fost impuscati. O cruce de fier marcheaza acum acest loc. Osemintele lor au fost scoase si reinhumate in cimitirul din satul Gadinți. Pentru detalii cititi va rog http://www.procesulcomunismului.com/marturii/fonduri/mart45_64/aotel/strigat/docs/cap23.htm.
Satul Săcăleni se întinde de-a lungul pârâului Bârlăzel (afluent al râului Bârlad). Drumul principal este pietruit integral (aproximativ 4 km).

## Economia
Ocupația de bază este agricultura, în special creșterea animalelor.

## Biserica
Biserica din sat are o vechime de peste 150 de ani.

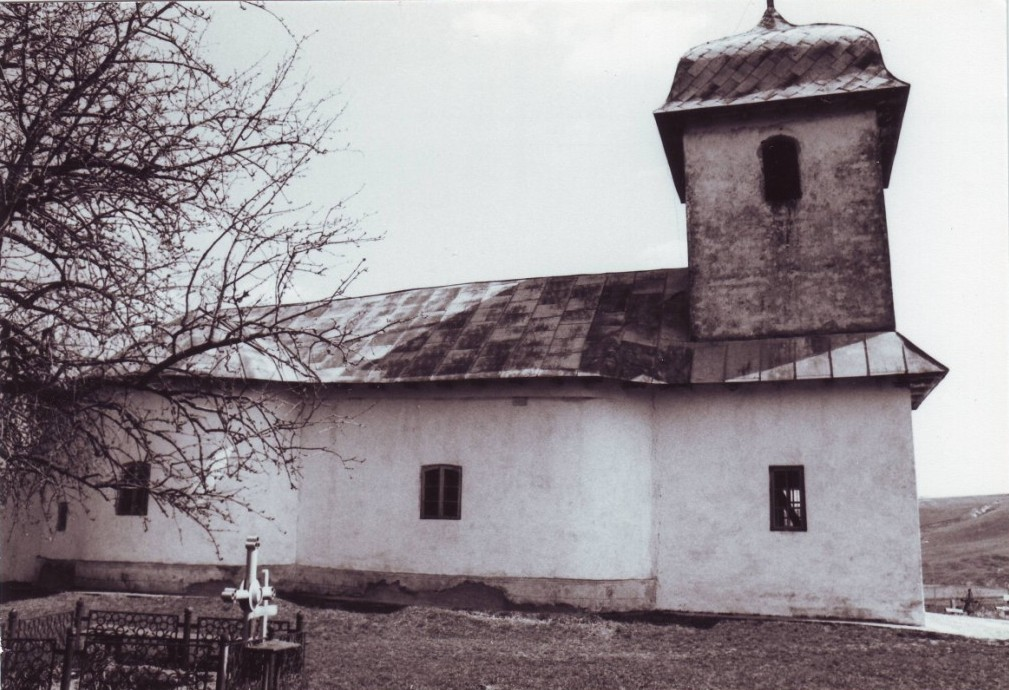
Biserica din satul Săcăleni

Prima atestare documentară despre existența unei bisericii în satul Săcăleni datează de la sfârșitul sec. XVII când, la 1681 aug. 9 niște locuitori din sat dau ocină lui Ioan, episcop de Roman pe care acesta urma să zidească acolo o „mănăstire”, adică o biserică de piatră: „Gheorghie Bîrcă, fiul Leontesei din Crăiești cu soția sa, Ștefana, dăruiesc lui Ioan, episcopul de Roman, o parte de loc în Săcăleni, din cîmp, pădure, vatră de sat, vad de moară, cumpărată de ei și pe care să se zidească o biserică, pentru pomenire. Blestem." (Arh St. Buc. Ep. Roman XV/3) Biserica actuală a fost reclădită în anul 1883 în locul alteia, ridicată în prima jumătate a veacului XIX.
Note:
- Anuarul Episcopiei Roman, 1936 p. 93
- Stoicescu Nicolae, Repertoriul bibliografic al localităților și monumentelor medievale din Moldova, Buc., 1974  p. 742
- Lahovari George Ioan, Marele Dicționar Geografic al României, Buc. 1898-1902, vol. 5 p. 327
- Catalogul documentelor moldovenești din Direcția Arhivelor Centrale, vol. IV, Buc., 1970 doc.648, 651 p. 157, 158
- Porcescu, Scarlat, Episcopia Romanului,  Ep. Romanului și Hușilor, 1984 p.88

## Drumuri
Din sat se poate continua drumul spre Iucșa și Bozieni, de unde se poate reveni la DN 15D prin Crăiești. În 2008 era în proiect, construirea unui drum modernizat de legătură ("Calea Neagră") între Poienari, Săcăleni, Iucșa și Bozieni. In anul 2015-2016, drumul ”Calea Neagră” a fost pietruit  (cca 2 km - drum îngust - se poate circula bine vara) și scurtează mult legătura cu comuna Poienari și DN15D 

## Personalități
Aici a slujit timp de 25 de ani (1974-1999) preotul Constantin Ifrim, om cu viață sfântă,  devenit ulterior ieromonahul Calistrat, preot slujitor și duhovnic la Mănăstirea Pogleț din județul Bacău, trecut la cele veșnice în data de 24 august 2009 și înmormântat în cimitirul Mănăstirii Pogleț.